# Laurent Angliviel de La Beaumelle

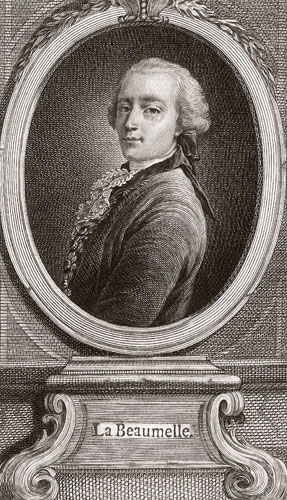
Laurent Angliviel de La Beaumelle

Laurent Angliviel de La Beaumelle (* 28. Januar 1726 bei Valleraugue, Département Gard; † 17. November 1773) war ein französischer Schriftsteller, Hochschullehrer, Literaturwissenschaftler und Bibliothekar.

## Leben
La Beaumelle entstammt der Ehe einer katholischen Mutter und eines protestantischen Vaters. Er selbst wurde katholisch getauft. In Alès besuchte er das Kolleg Enfant-Jésus. Als er nach Valleraugue zurückkehrte, machte er eine religiöse Krise durch, die ihn zum Protestantismus führte. 1745 begann er in Genf Theologiestudium. Anschließend begab er sich nach Dänemark, wo er zunächst als Hauslehrer tätig wurde, bevor er 1749 als Professor der französischen Literatur an die Universität Kopenhagen berufen wurde. 1751 kam er, nahezu zeitgleich mit Voltaire, auf Einladung des preußischen Königs Friedrich des Großen nach Sanssouci (Potsdam). Durch seine Mes pensées überwarf sich La Beaumelle bald schon mit Voltaire und kehrte 1752 mit tödlichem Hass gegen Voltaire nach Paris zurück.
Auf Grund seiner Notes sur le siècle de Louis XIV. wurde La Beaumelle 1753 verhaftet und in die Bastille gesperrt. Schon bald nach seiner Freilassung brachte ihn die Veröffentlichung seiner Mémoires de la Maintenon erneut für ein Jahr ins Gefängnis. Beide Male soll Voltaire mit im Spiel gewesen sein. Nach seiner Freilassung ließ sich La Beaumelle als freier Schriftsteller in Toulouse nieder. Um 1770 ließ ihn König Ludwig XV. an die Bibliothèque royale berufen und bewilligte ihm eine Pension.

## Rezeption
Die meisten seiner Schriften tragen einen polemischen, ja pamphletartigen Charakter oder spekulieren (wie die in den Mémoires enthaltenen Briefe der Frau von Maintenon) auf die Neugierde des Publikums; seine beste Schrift ist unstreitig die durch Witz, Geist und Energie ausgezeichnete Réponse au Supplément du siècle de Louis XIV, ou Lettres à Voltaire (1754, 1763), seine schlechteste der Commentaire sur la Henriade (1775), ein wahres Muster unfähiger, erbärmlicher Kritik.

## Werke (Auswahl)
- Mes pensées. Kopenhagen 1751 (Glogau 1754)
- Notes sur le siècle de Louis XIV.
- Mémoires de la Maintenon. Amsterdam 1755/56 (9 Bde.)
  - Memoire for the history of Madame de Maintenon and of the last age. Übersetzt von Charlotte Lennox. Gedruckt bei A. Millar und J. Nourse, London 1757.